# Castillo de Talarn
El castillo de Talarn junto con la villa es un conjunto fortificado medieval que incluye la actual villa de Talarn, en el Pallars Jussá, provincia de Lérida.
A pesar de no haber dejado nunca de ser una importante villa en la vida de la comarca, los continuos cambios no han impedido que se conservaran muchos elementos de la villa medieval, desde el mismo trazado urbanístico de la villa cerrada.

## El castillo
El castillo de Talarn estaba situado en el lugar más elevado y oriental de la villa amurallada, donde aún hoy en día hay algunos restos. Se conserva la Torre de la Prisión y el Pla del Castell, el antiguo patio de armas. En lo que se conserva se puede observar un diámetro de 2,7 m en la torre, una altura de 6, con dos repisas a 2,9 y 3,9 m del suelo, y con unos gruesos, en los muros adyacentes, de 180 cm. Esta parte se puede datar en el siglo XI. Cerca de los restos de la Torre de la Prisión hay también otros restos del castillo, entre ellos las de la primitiva iglesia, muy enmascaradas entre las casas que ocupan el lugar donde existió el castillo.

## La villa
A los pies del castillo se fue generando la villa de Talarn. Probablemente empezó como un pueblo castrense nacido al abrigo del castillo, que se convirtió en villa cerrada muy pronto, al extenderse las murallas del castillo en un segundo recinto que abrazaba la villa medieval. Con el paso del tiempo se fueron modernizando las viejas casas medievales, sobre todo en la época esplendorosa de la historia de la ciudad, cuando Talarn se convirtió en una villa cortesana, a nivel comarcal, ya que acogió las principales familias pallaresas, que se construyeron la casa solariega.
En el lado oriental de la villa se encuentra el Portal y la Torre de Soldevila, hecha de sillares gruesos bien alineados. En el otro extremo de la villa, a poniente, está la Torre de Caps, hecha con piedra menos regular, más pequeña e irregularmente colocada cerca de esta torre, más al norte, están las huellas de una torre de ángulo, casi del todo desaparecida. Aunque, tras la iglesia de san Martín, están los restos de otra torre, visible por las formas redondeadas del fragmento que se conserva. Estas torres son más tardías que el castillo, y se podrían datar entre los ss. XIII y XIV.
Constituían la villa cerrada pocas calles, aún conservadas, que consisten en una calle principal, la del Medio o del Forn, que arranca del lado norte de la iglesia, y, paralela a ella, la calle Nueva, o de Pablo Coll , que de hecho se convierte en calle principal ya que enlaza con el Portal de Soldevila, al sureste, y con el Portal de la Torre dels Caps, junto a la torre de este nombre, al noroeste de la villa. Más al norte discurre una tercera calle, que pasa por el castillo y la plaza de Vilanova, o del Gallo, en la parte del occidente de la villa. Como calles, dentro del recinto de la villa sólo hay estas tres, pero, uniendo las mismas y completando la trama urbana de Talarn, existen unas callejuelas que las entrelaza. Callejones como el del Horno o el del castillo, por ejemplo.

## Galería de fotografías

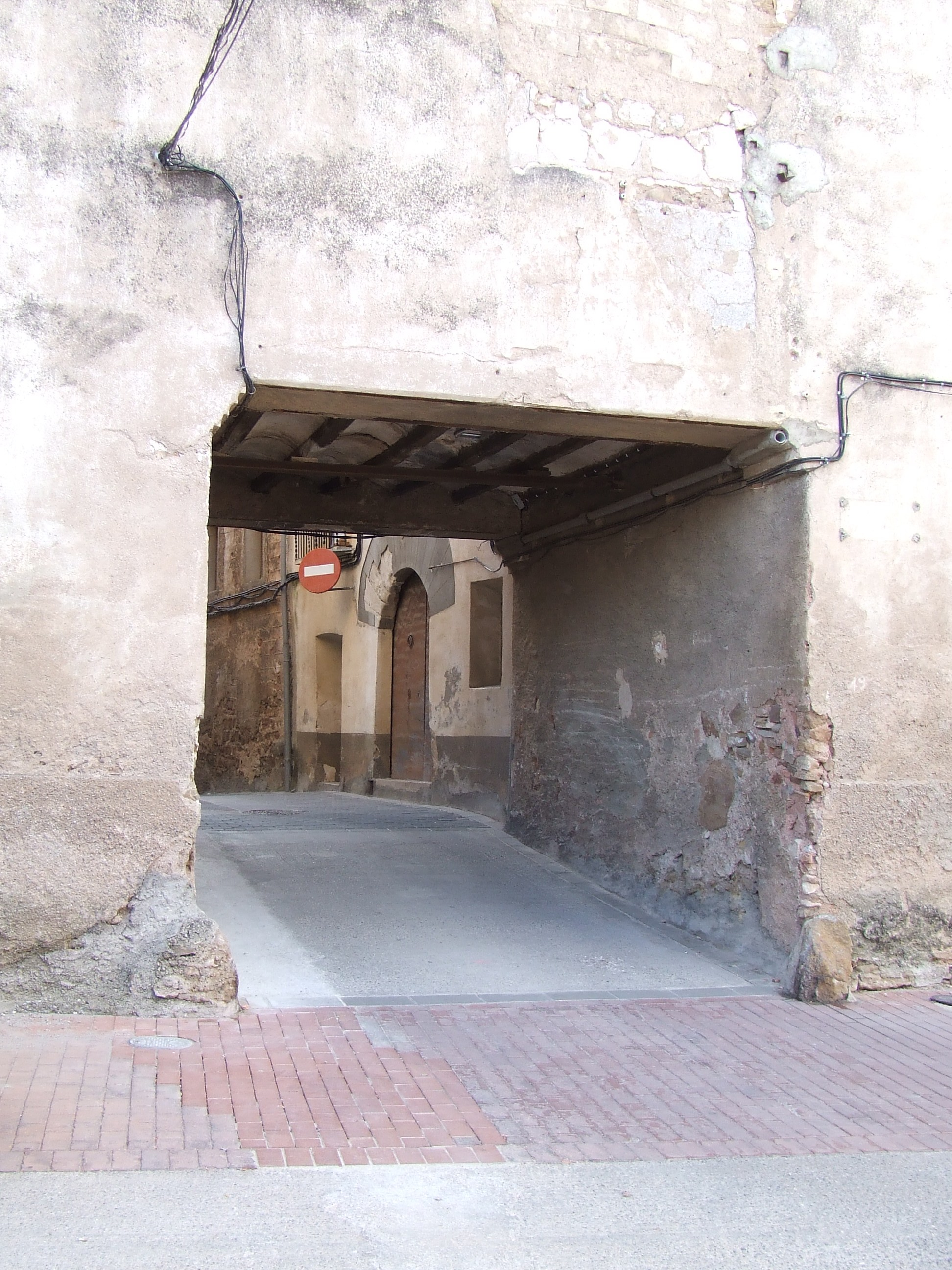
Portal de Caps.
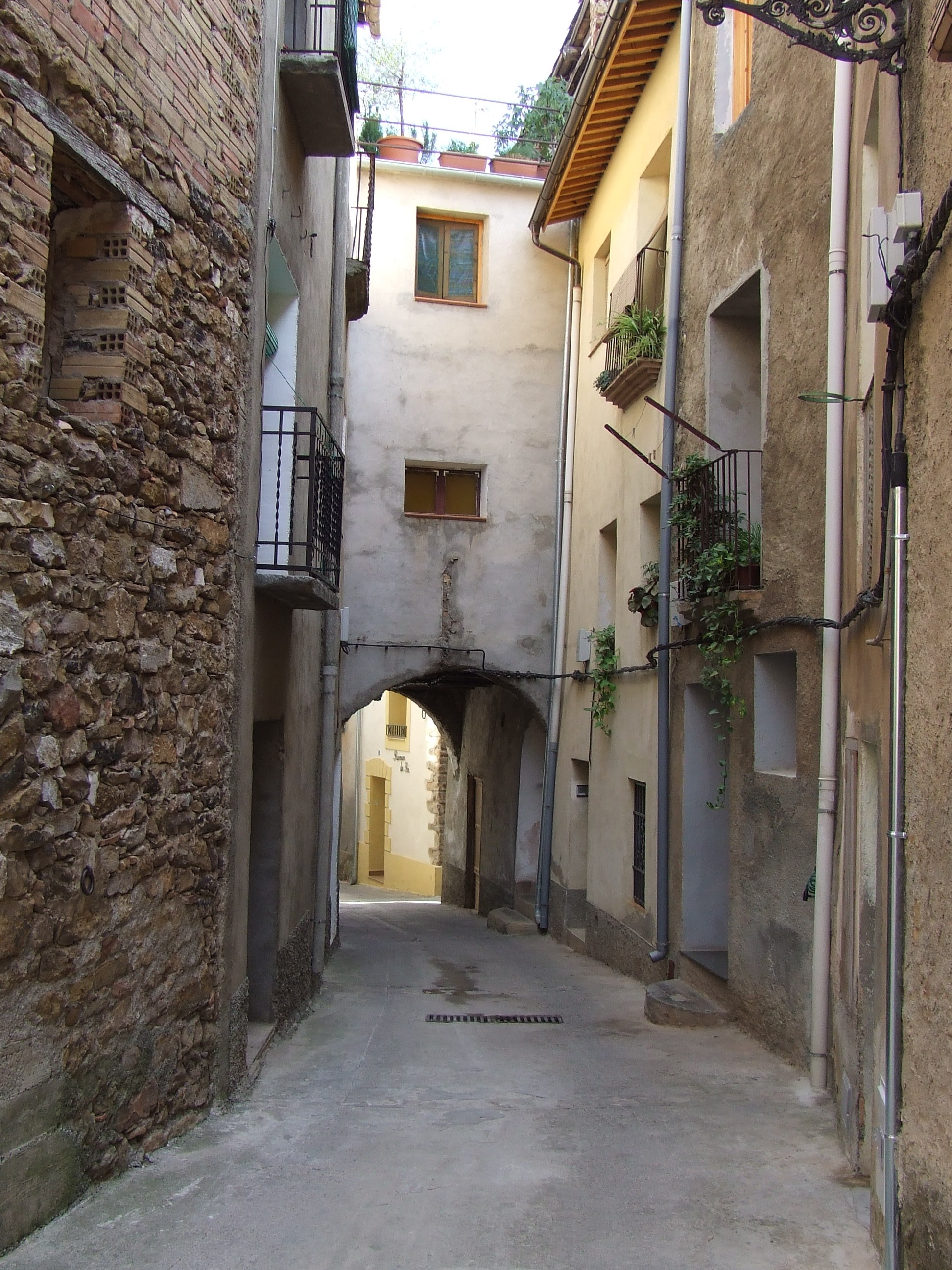
Portal interior.
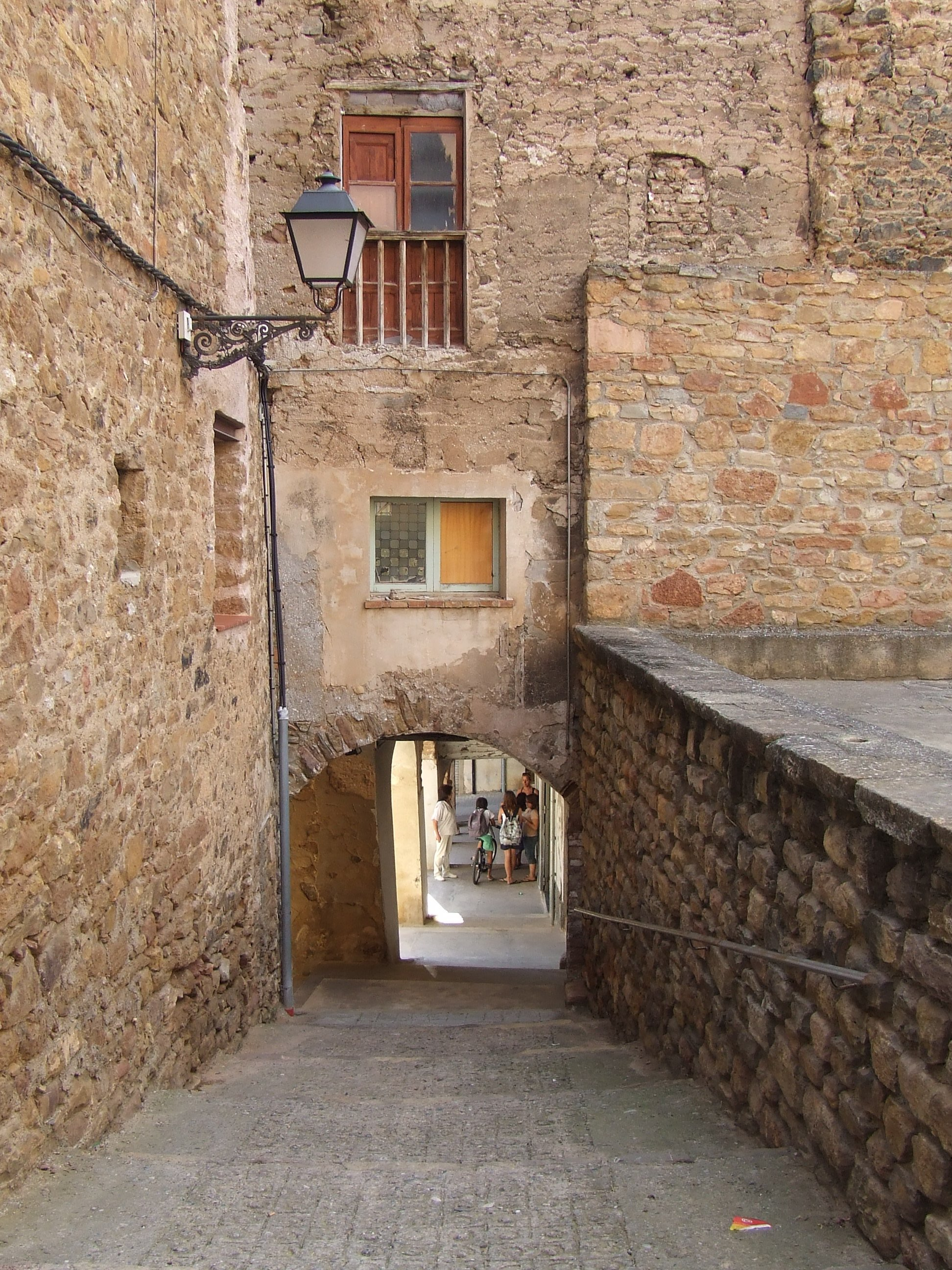
Portal entre la plaza y la iglesia.
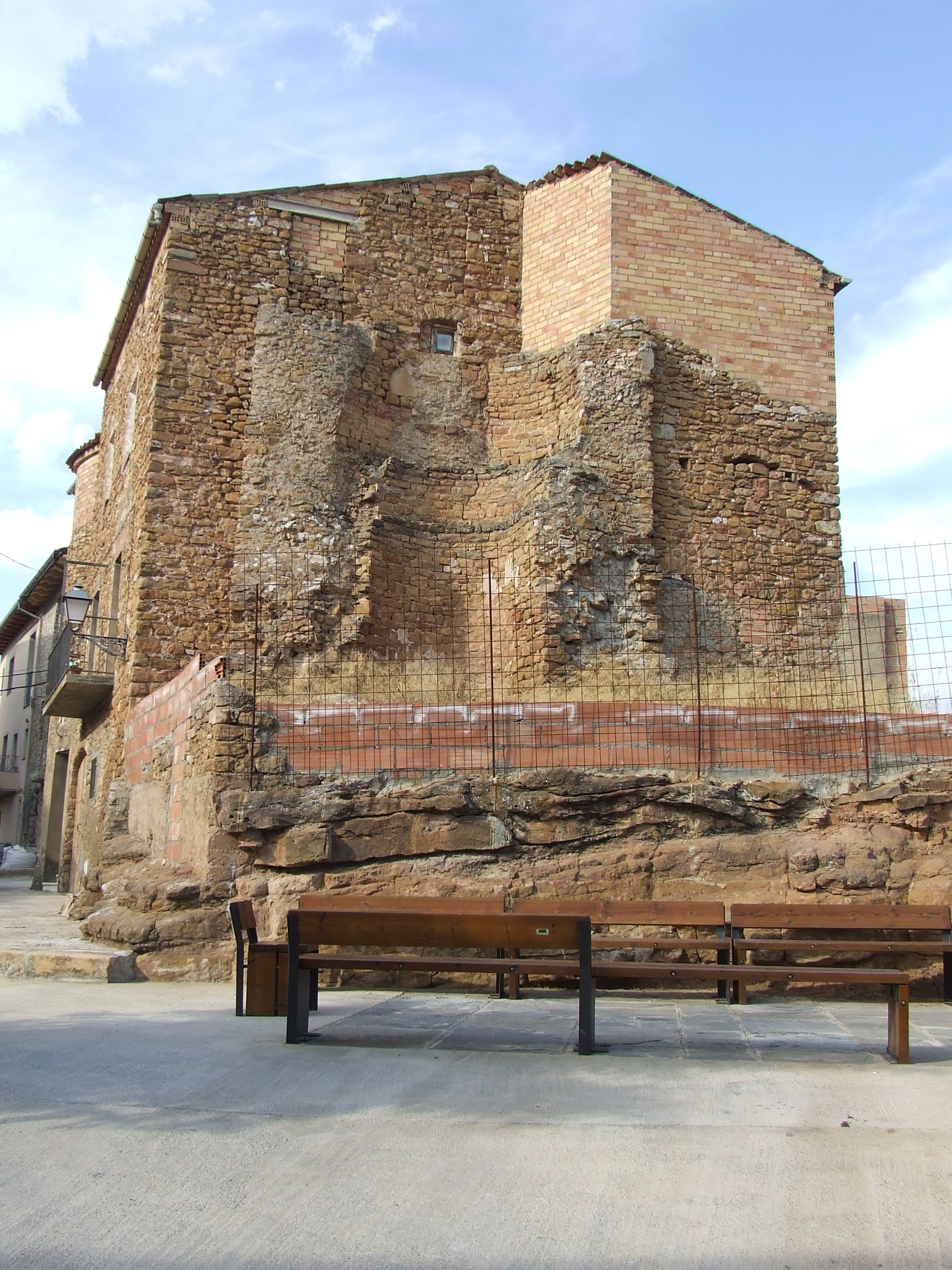
Restos de la prisión del castillo.